# Hannes Westberg
Bo Hannes Bernhard Westberg, född 14 oktober 1981 i Göteborg, är en svensk aktivist som fick stor uppmärksamhet 2001 då han sköts av polisen i vid kravallerna under EU-toppmötet i Göteborg 2001 då USA:s president George W. Bush skulle besöka EU.

## Händelseförlopp
Westberg tillhörde den så kallade utomparlamentariska vänstern och deltog i demonstrationerna under EU-toppmötet i Göteborg 2001. Han var då 19 år gammal, och blev i samband med att han kastade gatsten mot poliserna skjuten i höger sida av magen. Han skadades allvarligt och kroppspulsådern punkterades men kunde repareras kirurgiskt med artificiella material. Han saknar efter händelsen både mjälten och ena njuren.
Han dömdes senare till fängelse för våldsamt upplopp. Under rättegången mot Westberg användes en film från SVT som bevis. Det visade sig att ljudet bytts ut på den film som visades i rätten. Förundersökning angående bevisförvanskningen inleddes, men lades ner tre gånger då det inte ansågs påverka filmens bevisvärde.
På grund av att polisen avlossat skott inleddes en rutinmässig förundersökning mot de fyra poliserna, som hade sina vapen riktade mot Westberg, men lades senare ned. Några månader efter händelserna sände SVT:s Uppdrag Granskning ett program som ifrågasatte den nödvärnssituation som angavs som motivering för att lägga ner förundersökningarna mot poliserna. En tredje förundersökning med en ny åklagare inleddes 2003 efter att den skottskadade Hannes Westberg begärt överprövning. Även denna friade poliserna som avlossade skotten, men beskrev händelseförloppet annorlunda och slog fast att skotten mot Hannes Westberg inte var nödvändiga för att avvärja fara. Poliserna friades dock från ansvar om uppsåtligt brott med motiveringen att de upplevt sig vara i en nödvärnssituation.
Händelsen har blivit uppmärksammad bland annat för att det var första gången sedan Ådalshändelserna i maj 1931 som demonstranter i Sverige blev beskjutna.